# Dirk Niebel
Dirk Niebel, né le 29 mars 1963 à Hambourg, est un homme politique allemand membre du Parti libéral-démocrate (FDP).
Il est ministre fédéral de la Coopération économique et du Développement entre 2009 et 2013, après avoir été secrétaire général fédéral du FDP durant quatre ans, sous la direction de Guido Westerwelle.

## Biographie

### Formation
Il effectue l'intégralité de ses études secondaires à Hambourg, et obtient son diplôme d'accès à l'université des sciences appliquées en 1983.
Sept ans plus tard, il entame une formation en gestion administrative au département d'administration du travail de l'université des sciences appliquées fédérale de Mannheim. Il obtient son diplôme en 1993.

### Dans laBundeswehr
Dirk Niebel s'engage dans la Bundeswehr en 1981, à l'âge de dix-huit ans. Ayant effectué son service militaire, il poursuit son engagement et devient chef de section au sein de la 25e brigade aéroportée, basée à Calw.
Il suit ensuite deux formations de sous-officier. La première a lieu en 1984, au sein du service administratif de Sonthofen, et la seconde deux ans plus tard, à Altenstadt, dont il est major de promotion.
Il est capitaine de réserve depuis 2007.

### Activité professionnelle civile
Après avoir quitté l'armée et suivi sa formation à Mannheim, il obtient un poste d'agent de placement à l'Agence fédérale du travail (BfA) dans la ville de Heidelberg en 1993. Cette même année, il devient juge non professionnel au tribunal pour enfants de Heidelberg pour trois ans.
En 1996, il entre à la commission des objecteurs de conscience du bureau de recrutement de la Bundeswehr à Karlsruhe comme assesseur non professionnel. Il y reste jusqu'en 1998.

## Vie politique

### Comme membre du FDP
Dirk Niebel adhère au Parti libéral-démocrate (FDP) en 1990, et participe à la fondation de la section des Jeunes libéraux (JuLis) de Heidelberg la même année. Deux ans plus tard, il entre au comité directeur du FDP de la ville-arrondissement de Heidelberg. Il y siège jusqu'en 1994, puis de nouveau entre 1997 et 2005.
Il est élu au comité directeur des JuLis dans le Bade-Wurtemberg en 1993, mais n'y reste que deux ans. En 2003, il intègre le comité directeur fédéral du parti, puis devient secrétaire général du Parti libéral-démocrate lors du congrès du 5 mai 2005 avec 92,4 % des voix. Il démissionne le 28 octobre 2009.

### Au sein des institutions
Le 27 septembre 1998, il est élu député fédéral au Bundestag, et prend la vice-présidence du groupe d'amitié parlementaire germano-israélien. Il est désigné président des députés du FDP élus dans le Bade-Wurtemberg en 2002, puis entre au conseil municipal de Heidelberg en 2004.
Ayant renoncé à ces deux précédentes fonctions en 2005, Dirk Niebel est nommé ministre fédéral de la Coopération économique et du Développement dans la nouvelle coalition noire-jaune d'Angela Merkel le 28 octobre 2009.

## Vie privée
Il est marié avec Andrea, orthophoniste indépendante avec laquelle il a 3 garçons, nés en 1993, 1995 et 2000.